# Johann Peter Mirer
Johann Peter Mirer  (* 2. Oktober 1778 in Obersaxen; † 30. August 1862 in St. Gallen) war römisch-katholischer Bischof von St. Gallen.
Mirer wurde als Sohn des Vergolders und Landwirts Michael und seiner Frau Maria Anna Riedi geboren. Er studierte Theologie in Dillingen und Augsburg und wurde am 19. Dezember 1801 zum Priester für das Bistum Chur geweiht. Anschliessend studierte er Rechtswissenschaft und Philosophie in Regensburg und Würzburg. In Würzburg wurde er zum Dr. phil. promoviert. 1809 bis 1811 und 1816 bis 1819 war er Kaplan und Lehrer in Obersaxen. Dazwischen war er Rechtsprofessor an den Kantonschulen in Chur. Am 13. Mai 1836 wurde er zum Apostolischen Vikar für den St. Gallener Teil des mittlerweile in Chur-St. Gallen umbenannten Bistums ernannt. Am 8. April 1847 wurde das Bistum Chur-St. Gallen geteilt. Am 20. April 1847 wurde er zum Bischof von St. Gallen ernannt, am 29. Juni 1847 spendeten ihm Erzbischof Alessandro Macioti, Apostolischer Nuntius in der Schweiz, mit Assistenz von Kaspar de Carl ab Hohenbalken, Bischof von Chur und Georg Prünster, Weihbischof in Brixen die Bischofsweihe.